# Dalma Kovács
Dalma Kovács (n. 18 mai 1985, Brașov, România) este o cântăreață și actriță de origine maghiară din România. Ea a devenit cunoscută în urma participării la emisiunea-concurs Faimoșii, pe care a câștigat-o în vara anului 2007. La scurt timp, fiind susținută de moderatorul radio Daniel Buzdugan, Dalma a fost cooptată în distribuția emisiunii Divertis.
Primul său cântec, „Love Was Never Her Friend”, a fost înscris și s-a calificat în finala Selecției Naționale pentru concursul muzical Eurovision 2009; în urma acestei participări interpreta a obținut poziția a șasea din doisprezece locuri.
După lansarea unui nou disc single în noiembrie 2009, intitulat „Lovely Nerd”, Dalma s-a calificat pentru a doua oară în finala Selecției Naționale. Conform regulamentului oficial, interpreta a concurat în finala acestei competiții la data de 6 martie 2010, unde a obținut locul al unsprezecelea, interpretând piesa „I'm Running”, compusă de Cornel Ilie. În 2012 lansează single-ul „Fever”.
Cântăreață câștigătoare a multiple distincții și merite naționale (vezi aici), Dalma a fost aclamată pentru vocea sa „puternică, flexibilă, care o ajută în diferite genuri muzicale, timbrul curat și pronunția corectă a limbii engleze”.

## Biografie

### Copilăria și primele activități muzicale (1985–2005)
Dalma Kovács s-a născut la data de 18 mai, 1985 în orașul Brașov, având ascendenți de origine maghiară. Calitățile sale interpretative au fost remarcate încă din copilărie de către părinții și profesorii săi, primul rol  fiindu-i încredințat la vârsta de unsprezece ani. În conformitate cu spusele interpretei, ea a fost nevoită să „joace și să cânte”. De asemenea, ea a afirmat următoarele: „Aveam rolul principal, eram prințesa. Poate pentru că aveam părul cel mai lung. Dar aveam și voce, eu dădeam tonul în clasă la cântece”.
Kovács a urmat Liceul Teoretic Áprily Lajos din Brașov, iar la vârsta de șaisprezece ani s-a înscris la Școala Populară de Artă, secția canto muzică ușoară. În adolescență l-a întâlnit pe pianistul Codruț Bârsan, alături de care a studiat muzica jazz, fiind susținută îndeaproape de profesoarele de canto Cristina Bălan și Anda Pop. În acea perioadă, Kovács a ascultat muzica unor cântărețe cu renume internațional precum Whitney Houston, Christina Aguilera, Celine Dion sau Ella Fitzgerald, cărora le-a studiat tehnica și stilul interpretativ, creațiile acestora influențând-o puternic. În timp ce a studiat la Școala de Artă, Dalma a participat la câteva evenimente muzicale din țară, câștigând premiul întâi la concursul de interpretare „Pop Star 2004”, de la Arad, dar și trofeul festivalului „Joy Art” din 2006, de la Brașov.
În intervalul de timp afectat studiilor la Școala Populară de Artă, interpreta a cântat adesea împreună cu formația de muzică pop-rock Vertigo. De asemenea, pe parcursul anului 2005, Kovács a devenit cântăreața grupului Codex, alături de care a susținut câteva recitaluri de muzică de cameră.

### Debutul profesional și «Faimoșii» (2006–2007)
La finele anului 2005 Dalma a călătorit în Statele Unite ale Americii pentru prima oară, fiind invitată să susțină un recital de muzică jazz la clubul Forest Hill, care a avut-o ca invitată de onoare pe compozitoarea Candace Forest. Aceasta a fost impresionată de abilitățile vocale și interpretative ale Dalmei și i-a propus să joace într-una dintre piesele sale de teatru, intitulată Viva Concha! Rose of the Presidio. Ulterior, în cadrul aceleiași producții, Dalma a avut mai multe roluri, a cântat atât în engleză, cât și în spaniolă, a dansat și a fost actriță.
„A câștigat inima actorilor și a publicului. Îi ducem lipsa foarte mult și sperăm că într-o bună zi se va întoarce în San Francisco. Are un talent incredibil și peste asta, este o persoană minunată.”
Pe parcursul anului 2007 Dalma și-a continuat studiile, frecventând cursurile Școlii de Muzică Bluesound, profesoară de canto fiindu-i Crina Mardare. De asemenea, la finele aceluiași an, interpreta s-a înscris la Facultatea de Litere din cadrul Universității „Transilvania” din Brașov, secția engleză-maghiară.
În vara anului 2007 Kovács s-a înscris la preselecțiile concursului televizat Faimoșii, organizat de Televiziunea Română. Într-un interviu acordat publicației Pro TV Magazin interpreta declara: „Era cît pe ce să îi refuz, pentru că ni s-a cerut să mergem cu părinții și unul dintre ei să facă duș în cazul în care juriul ar decide să fie eliminat concurentul respectiv. În cazul meu, toți membrii familiei erau ocupați, în afara verișoarei mele primare, Timea, care a avut curajul să stea sub duș cît timp eu cîntam.” După o serie de interpretări apreciate atât de public cât și de juriul de specialitate, la data de 9 iulie 2007, cântăreața a fost numită câștigătoarea competiției. În urma acestui triumf, albumul de debut al Dalmei urma să fie produs în întregime de compozitorul român Marius Moga, iar interpreta a beneficiat de o vacanță în Guadalupe.
În octombrie 2007, fiind susținută de moderatorul radio Daniel Buzdugan, Dalma a fost cooptată în distribuția emisiunii Divertis, transmisă la acea vreme de postul de televiziune Antena 1. În cadrul acestei producții, cântăreața a susținut diverse momente muzicale, prin care parodia o serie de personaje politice din România. La scurt timp Dalma a debutat ca și actriță de televiziune, în aceeași emisiune, interpretând rolul unei unguroaice.

### Participările la «Selecția Națională» și primele succese (2008–prezent)

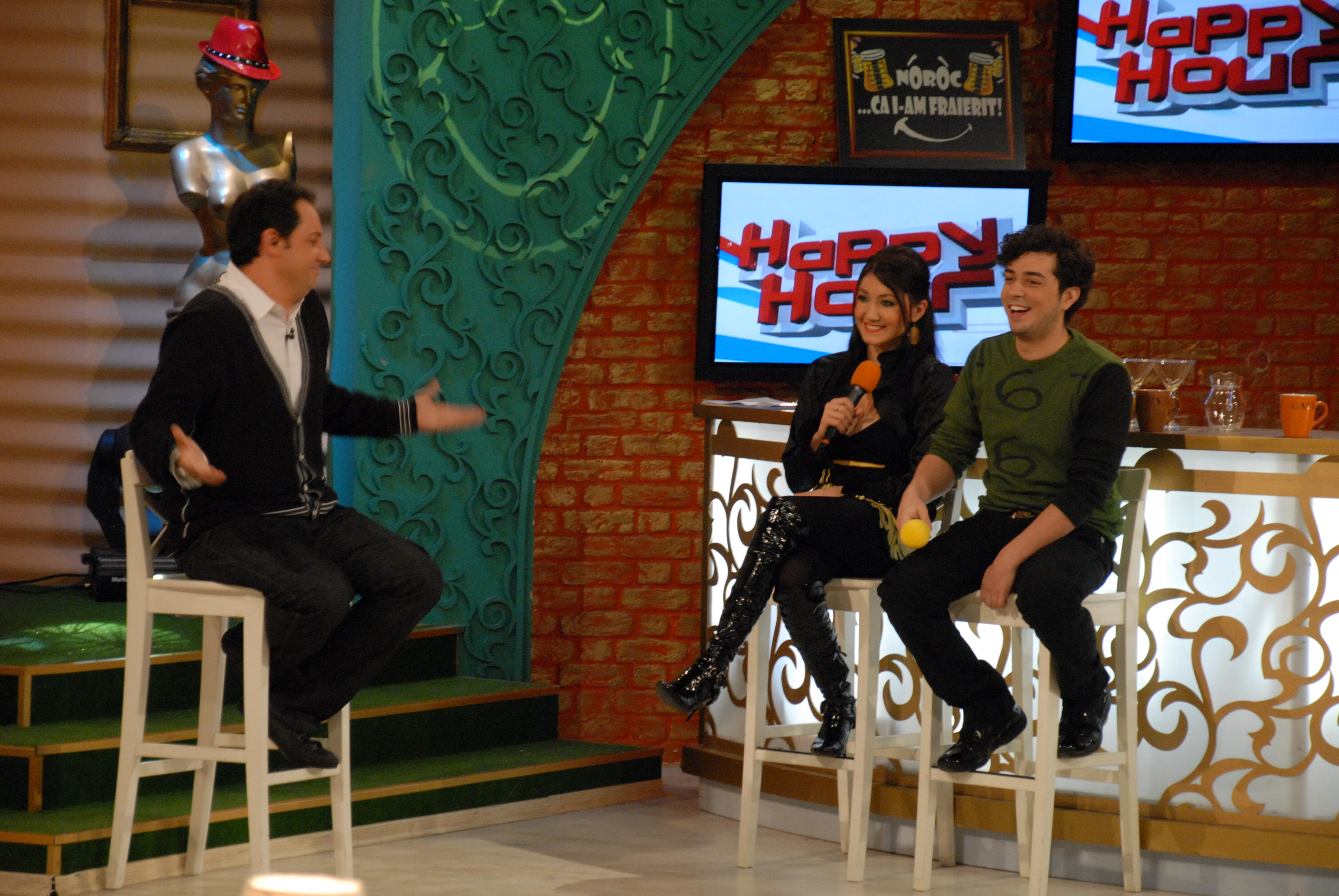
Dalma Kovács și producătorul muzical Marius Moga în emisiunea Happy Hour

Pe parcursul anului 2008, Kovács și-a continuat colaborarea cu grupul Divertis,  înregistrând concomitent materiale noi pentru albumul său de debut. La finele aceluiași an, compozitorul român Marius Moga i-a scris interpretei piesa „Love Was Never Her Friend”, cu care aceasta avea să participe la Selecția Națională pentru concursul muzical Eurovision 2009. La data de 27 ianuarie 2009, Dalma a concurat în prima semifinală a competiției; în urma acesteia, Kovács a reușit să se califice în finala Selecției Naționale, unde a obținut poziția a șasea din doisprezece locuri, având un total de unsprezece puncte.
În primăvara anului 2009, Kovács a continuat înregistrările pentru primul său album, piesa „Forgot 'Bout Me” fiind tradusă la scurt timp în limba română, purtând numele „Cine-ți cântă”. Dalma a promovat acest cântec printr-o interpretare exclusivă la Festivalul Mamaia, fiind acompaniată pe scenă, la chitară, de fratele său, Győző Kovács. Cântecul, compus de Marius Moga, a primit la încheierea competiției o distincție specială, „Premiul Tv Neptun”.
În noiembrie 2009, cântecul „Lovely Nerd” a fost extras pe disc single, beneficiind și de un videoclip, filmat în regia lui Marius Moga. Moga se află într-o colaborare de lungă durată cu Kovács, fiind compozitorul, producătorul, textierul și scenaristul materialului discografic „Lovely Nerd”. Pentru a promova cântecul, Kovács a avut câteva apariții televizate în emisiuni transmise de posturile românești Antena 1, B1 TV și MTV.
La finele anului 2009, compozitorul român Cornel Ilie i-a scris Dalmei Kovács piesa „I'm Running”, pe care interpreta avea să o înscrie în Selecția Națională pentru concursul muzical Eurovision 2010. Conform regulamentului oficial, Kovács a concurat în finala acestei competiții la data de 6 martie 2010. Într-un interviu acordat presei românești, Cornel Ilie susținea următoarele: „[«I'm Running»] este o melodie ritmată, optimistă, care pune în valoare calitățile vocale ale Dalmei.”
În septembrie 2010, Kovács participă la concursul X Factor din Regatul Unit, dar nu reușește să se califice mai de parte, artista susținând că a fost discriminată din cauza naționalității. Participă pentru a treia oară la preselecțiile Eurovision, cu piesa „Song for him”, unde obține aceeași performanță ca și în anul precedent, locul al unsprezecelea. În luna martie a anului 2012 lansează piesa „Fever”, compusă de Laurențiu Duță. Susține concerte în mai multe cluburi din țară.
Anul 2013 este pentru Dalma un an plin de prilejuri noi de a se afirma pe plan muzical, mai întâi participă la Vocea României, unde reușește să activeze până la finele celui de-al doilea live, în echipa lui Horia Brenciu. Ulterior, este concurentă la Te cunosc de undeva!, în sezonul 4, interpretând piese precum Hurt a Christinei Aguilera, Back to Black a regretatei Amy Winehouse, etc..
Tot în 2013, acceptă invitația Disney pentru a fi vocea Elsei din nemuritorul film Regatul de gheață, ulterior fiind invitată alături de Jorge, în studioul Observatorului de la Antena 1, pentru a povesti despre această experiență, de care artista s-a declarat foarte mulțumită. În 2015 a interpretat cântecele  „Plutesc” , „Ciudat” și „Peste mii de ani” pentru coloana sonoră a filmului de desene animate „Clopoțica și Legenda Bestiei de Nicăieri”.

## Aprecieri critice
- „Are un specific. Vocea ei nu intră la vocile la kilogram, pentru că în Țara Românească sunt foarte mulți cu voce...Felicitări…dincolo că e frumușică, are atitudine frumoasă, nu are trac.” — cântăreața Angela Similea;[15]
- „Când am auzit-o prima dată pe Dalma cântând, nu mi-a venit să cred că e din România! Vocea puternică, flexibilă, care o ajută în diferite genuri muzicale, timbrul curat și pronunția corectă a limbii engleze, te fac să iți zici — «Hopa, uite că se poate și la noi!»” — actorul Claudiu Maier;[18]
- „Când am văzut-o prima oară pe Dalma cântând jazz american, am fost foarte impresionată. Evident, vocea ei este frumoasă, dar mai mult de atât, cântă perfect în engleză cu o frazare incredibilă. (...) A câștigat inima actorilor și a publicului. Îi ducem lipsa foarte mult și sperăm ca într-o bună zi se va întoarce în San Francisco. Are un talent incredibil și peste asta, este o persoană minunată.” — Candace Forest, producătoarea spectacolului „Viva Concha! Rose of the Presidio”;[18]
- „Vocea ei mi-a atras atenția imediat, deși eu nu prea am ureche muzicală, deci cu atât mai mult, este de remarcat talentul Dalmei, fiindcă atrage atenția și celor care nu-s pricepuți în ale muzicii. Dalma are lipici și ca prezență scenică și ca voce, dar și ca om. Este o ardeleancă de mare calitate.” — Toni Grecu, amfitrionul emisiunii Divertis;[18]

## Premii și realizări
Următoarea listă include realizările, premiile și nominalizările cântăreței de muzică pop/jazz Dalma Kovács.
| Anul | Juriul                                                                               | Distincția                                              | Rezultatul         |
| ---- | ------------------------------------------------------------------------------------ | ------------------------------------------------------- | ------------------ |
| 2003 | Concursul de Muzică ușoară „Gaudeamus”                                               | Secția creație (împreună cu grupul Vertigo)             | Premiul al III-lea |
| 2004 | Concursul de Muzică ușoară „Gaudeamus”                                               | Secția creație                                          | Premiul al II-lea  |
| 2004 | Concursul de Interpretare Muzică Ușoară „Pop Star”                                   | Secția creație                                          | Câștigat           |
| 2006 | Festivalul Internațional „Joy Art”                                                   | Trofeul competiției                                     | Câștigat           |
| 2006 | Concursul National „Médiabefutó”                                                     | Premiul publicului                                      | Câștigat           |
| 2007 | Concursul Faimoșii                                                                   | —                                                       | Câștigat           |
| 2008 | Interpretează cântecul Colț de rai, de pe coloana sonoră a filmului O fermă trăsnită | Proiect inițiat de Walt Disney România Ager Film (2008) | -                  |
| 2009 | Selecția Națională 2009                                                              | Reprezentarea României la ESC 2009                      | Locul VI           |
| 2009 | Festivalul Mamaia                                                                    | Premiul Tv Neptun                                       | Câștigat           |
| 2010 | Selecția Națională 2010                                                              | Reprezentarea României la ESC 2010                      | Locul al 11-lea    |
| 2011 | Selecția Națională 2011                                                              | Reprezentarea României la ESC 2011                      | Locul al 11-lea    |

## Discografie

### Albume de studio
- Albumul de debut (2010)

### Discuri single
- „Love Was Never Her Friend” (2009)
- „Lovely Nerd” (2009)
- „I'm Running” (2010)
- „Fever” (2012)